# Lubomír Šiška
Lubomír Šiška (23. srpna 1925 Svinov – 27. října 1988) byl český a československý báňský inženýr, vysokoškolský učitel, politik Komunistické strany Československa a poúnorový poslanec Národního shromáždění ČSR.

## Biografie
Ve volbách roku 1954 byl zvolen za KSČ do Národního shromáždění ve volebním obvodu Ostrava-Radvanice-Šenov. V parlamentu setrval až do konce funkčního období, tedy do voleb roku 1960.
Od roku 1975 působil jako člen korespondent Československé akademie věd. Roku se 1974 se stal laureátem státní ceny za „Novou metodu pro zajišťování úložných a tektonických poměrů uhelných slojí“. Zaměřoval se na tematiku projektování dolů. Byl učitelem na Vysoké škole báňské v Ostravě.